# Rosa Ramalho
Rosa Ramalho OSE (São Martinho de Galegos, Barcelos, 1888 - 1977) és el nom artístic de Rosa Barbosa Lopes, figura emblemàtica de l'escultura i la ceràmica tradicional portuguesa. La seva obra és continuada avui per la seva neta Júlia Ramalho.

## Biografia
Rosa Ramalho va néixer el 14 d'agost de 1888, a la parròquia de São Martinho de Galegos (Barcelos). La filla d'un sabater i un teixidor, va casar als 18 amb un moliner i va tenir set fills. Va aprendre a treballar l'argila d'una molt jove, però va deixar el negoci d'uns 50 anys per formar una família. Només després de la mort del seu marit, i ja 68 anys, va tornar a treballar amb el fang i va començar a crear figures que els van fer famosos. Les seves obres dramàtic i capritxós, que denota una imaginació prodigiosa, va distingir d'altres terrissaires i barrister i el va portar una fama va creuar les fronteres.
Va ser António Quadros (pintor), que es va deure al descobriment de la Rosa Ramalho crítica artística i publicitat en els mitjans de comunicació "sectes". Barrister va ser la primera que es coneix de forma individual pel reconeixement del nom i compta, entre altres coses, la Presidència, que en 9 juny 1980 li va atorgar el grau de Dama de l'Ordre de Santiago de Espada. El 1968 també s'havia donat la medalla d'"El Servei d'Arts de la Nació".
Sobre l'artista d'un llibre de Mário Cláudio (Rosa, 1988, construït en la Trilogia da mão) i un curt documental Nuno Paulo Bouça (À volta de Rosa Ramalho, 1996). En l'actualitat es denomina a un carrer de la ciutat i una escola EB 2,3 de Barcelinhos, parròquia de Barcelos. També hi ha la possibilitat que es transformarà seu vell garatge a São Martinho de Galegos, un museu de la ceràmica amb el seu nom.